# Bouizakarne
Bouizakarne (arabisch بو يزكارن, Zentralatlas-Tamazight ⴱⵓⵢⵣⴰⴽⴰⵔⵏ Buyzakarn) ist eine Stadt mit etwa 18.000 Einwohnern in der Provinz Guelmim in der Region Guelmim-Oued Noun im Süden Marokkos.

## Lage und Klima
Bouizakarne liegt in einer Höhe von ca. 635 m in den westlichen Ausläufern des Antiatlas, etwa auf halbem Weg zwischen Agadir bzw. Tiznit im Norden und Tan-Tan bzw. Guelmim im Süden an der wichtigen Hauptstraße N1. Außerdem endet bzw. beginnt hier die N12, die südlich des Antiatlas-Gebirges über die Städte Taghjijt, Akka, Tata bis nach Foum Zguid führt; eine Verlängerung bis nach Zagora ist geplant. Das Klima ist halbwüstenartig; Regen (ca. 150 mm/Jahr) fällt nahezu ausschließlich im Winterhalbjahr.

## Bevölkerungsentwicklung
| Jahr      | 1994 | 2004   | 2014   | 2024   |
| Einwohner | 8638 | 11.982 | 14.228 | 18.036 |

In der 2. Hälfte des 20. Jahrhunderts, vor allem aber nach der Besetzung der Westsahara-Gebiete (November 1975) hat sich das kleine Berberdorf von einem Ort mit etwa 1500 Einwohnern zu einer Kleinstadt mit ca. 14.000 Einwohnern entwickelt. Die meisten Zuwanderer sind Berberfamilien aus den weiter entfernten Bergregionen, die vor der zunehmenden Trockenheit in die Städte flüchten.

## Wirtschaft
Lebensgrundlage der Bevölkerung waren jahrhundertelang die Oasenwirtschaft und der Karawanenhandel mit Schwarzafrika; es dominierte das Prinzip der Selbstversorgung, das wegen der Verbesserung des Transportwesens während und nach der französischen Kolonialherrschaft allmählich aufgegeben wurde. Am Schnittpunkt zweier wichtiger Straßen gelegen, spielen heute das Transportwesen und der Handel wichtige Rollen im Wirtschaftsleben der Stadt.

## Geschichte und Sehenswürdigkeiten
Aus der früheren Geschichte Bouizakarnes sind – wie in allen Berbergebieten des Maghreb – keine schriftlichen Zeugnisse bekannt. Historisch oder kulturell bedeutsame Sehenswürdigkeiten hat die Stadt nicht.